# Hermann Stenner
Hermann Stenner (né le 12 mars 1891 à Bielefeld, mort le 5 décembre 1914 sur le front de l'Est à Iłów, Pologne) est un peintre allemand.
Malgré sa mort précoce et une courte période créatrice de cinq ans, Stenner est un artiste prolifique au début du XXe siècle : son œuvre compte environ 280 peintures et plus de 1500 dessins. Après un début impressionniste en 1909, sa virée vers l'expressionnisme avec des contours durs et des couleurs vives se fait sous l'influence de Kandinsky et surtout de son professeur Adolf Hölzel.

## Biographie

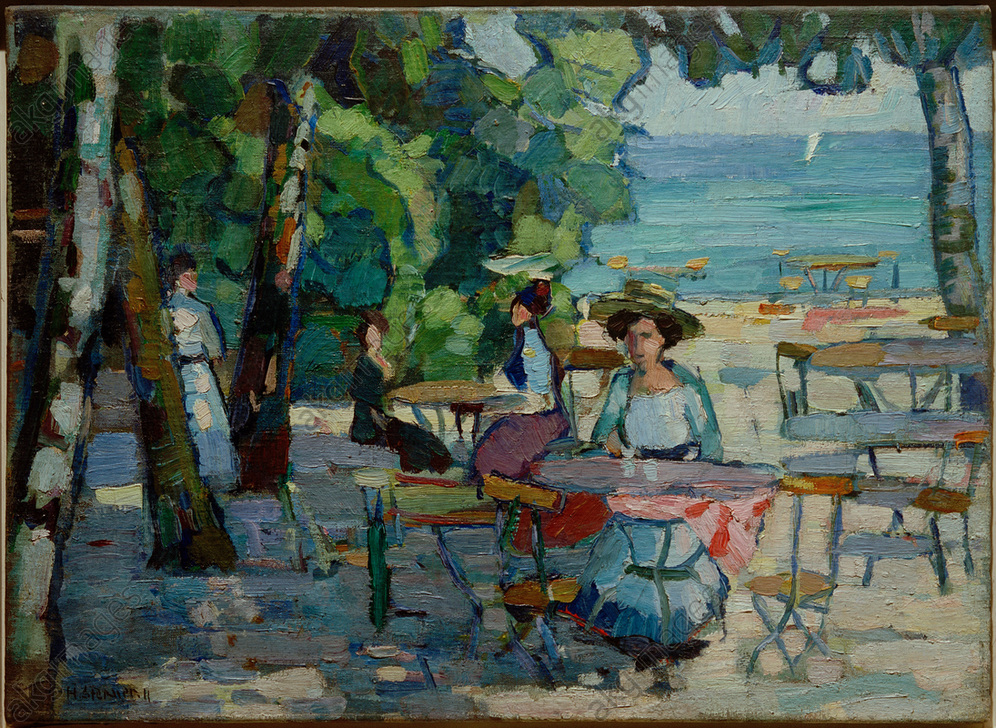
Kaffeegarten am Ammersee, 1911

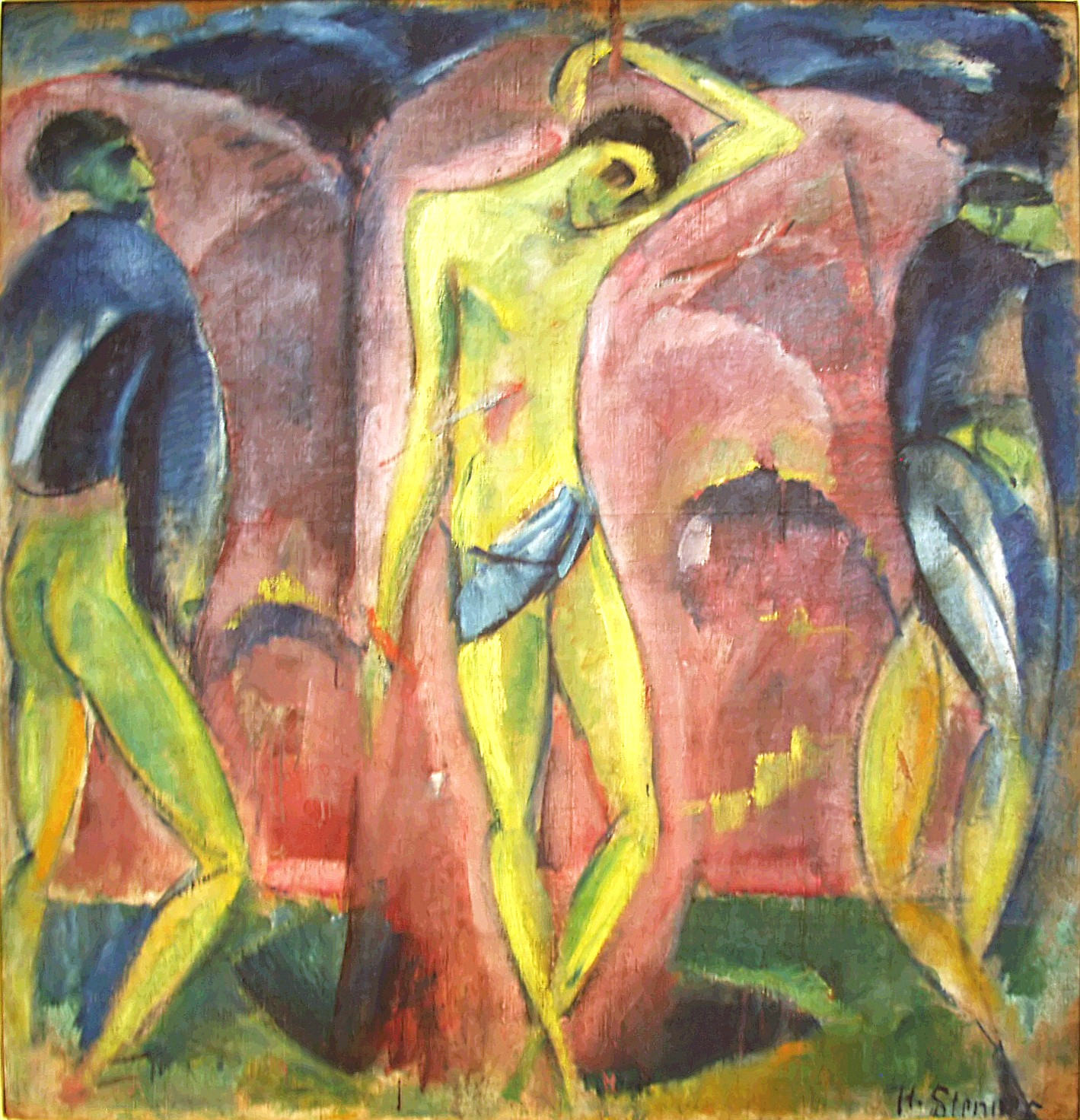
Saint Sébastien, 1914

Son père Hugo Stenner est peintre. Hermann fait des copies impressionnistes de peintures anciennes puis suit un an les cours du Handwerker- und Kunstgewerbeschule Bielefeld. En avril 1909, il est admis à l'examen d'entrée à l'Académie des beaux-arts de Munich et rejoint la classe de dessin de Heinrich Knirr. Durant l'été, il vient dans l'école de Hans von Hayek à Dachau où il fait des progrès très significatifs dans sa peinture. Mais Von Hayek et Knirr ne veulent plus de lui. Il se rapproche de Hugo von Habermann à Munich puis de Christian Landenberger à Stuttgart.
Fin mars 1910, Stenner s'installe à Stuttgart où il est accepté dans l'académie dans la classe de Landenberger. En octobre 1911, il s'inscrit dans la classe d'Adolf Hölzel et s'éloigne de l'enseignement de von Hayek et de Landenberger. Il le suit d'abord dans sa définition de la peinture puis rompt violemment pour avoir son propre style. Hölzel le fait entrer dans les ateliers du château de Stuttgart en mars 1912, ce que Stenner accepte avec grande joie. Durant l'été, il fait un voyage de peinture avec lui à Montjoie. En août 1912, Stenner passe quatre semaines à Paris avec l'historien d'art Hans Hildebrandt (de) et sa femme Lily (de).
En 1913, il participe à la première "exposition de l'expressionnisme allemand" à Dresde. Il peint avec Oskar Schlemmer et Willi Baumeister des fresques dans le hall du bâtiment principal de l'exposition du Deutscher Werkbund pour celle de 1914. Ces œuvres suscitent la discussion et la polémique.
Le 7 août 1914, il est enrôlé à Stuttgart comme volontaire avec Oskar Schlemmer et rejoint le 119e régiment de grenadiers. Après deux mois sur le front de l'Ouest, il est transféré fin novembre avec son régiment sur celui de l'est. Dans les premières heures du 5 décembre 1914, il meurt durant une attaque désastreuse en Voïvodie de Mazovie.

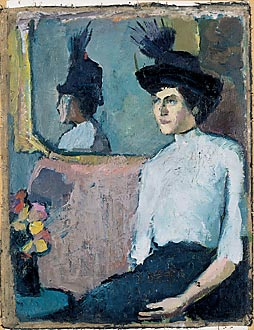
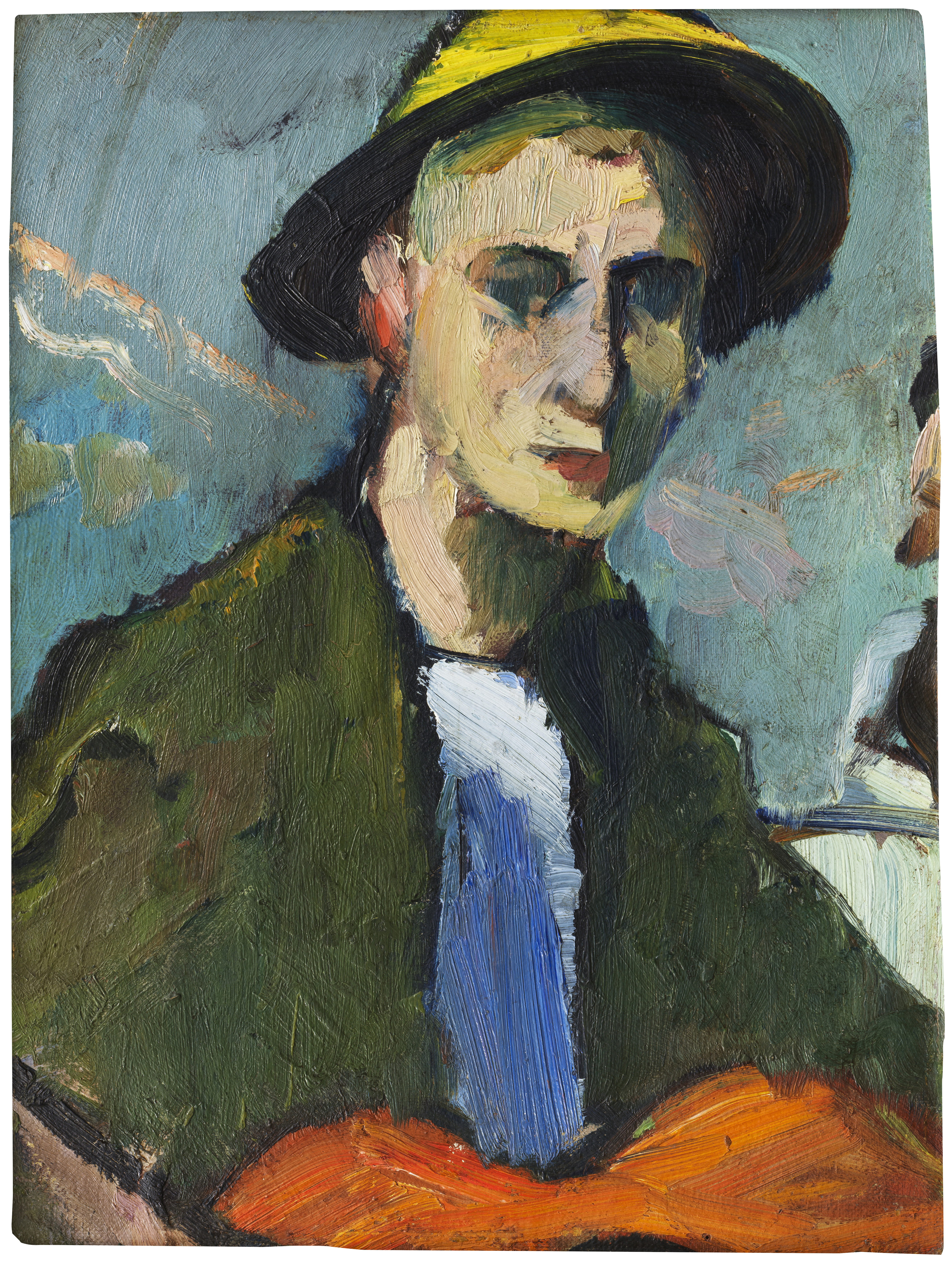
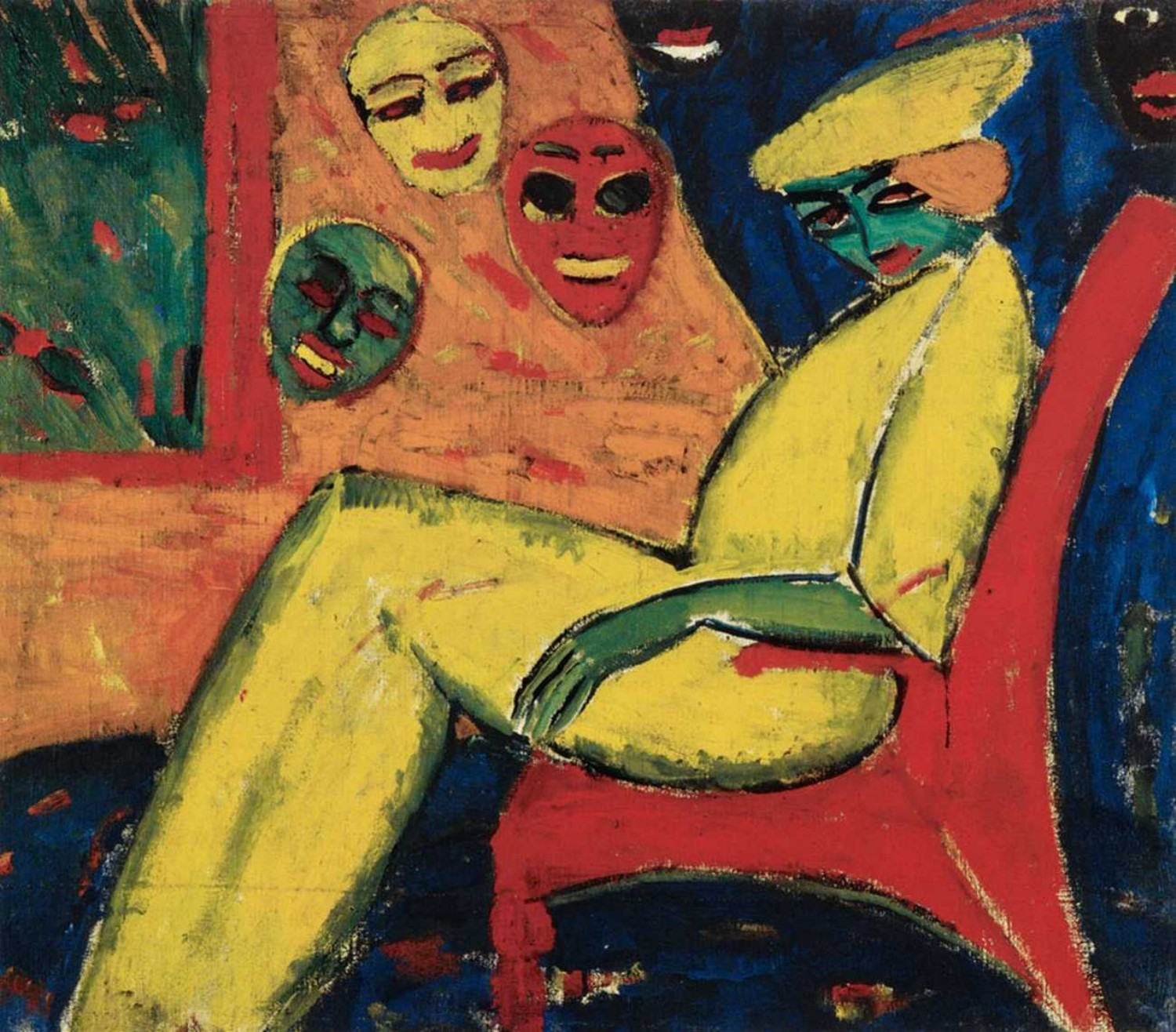
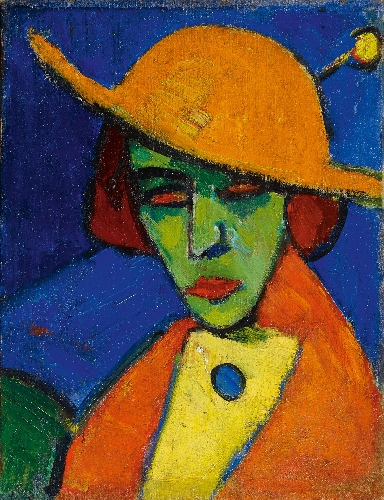